# Chêne mémorial de Heinrich István utca
Le Chêne mémorial de Heinrich István utca (en hongrois : Heinrich István utcai olimpiai emléktölgy) constitue un monument naturel protégé, situé à Budapest et caractérisé comme d'intérêt local.